# Roger Lukaku
Roger Menama Lukaku (ur. 6 czerwca 1967 w Kinszasie) – zairski piłkarz występujący na pozycji napastnika. Ojciec innych piłkarzy, Romelu oraz Jordana.

## Kariera klubowa
Lukaku karierę rozpoczynał w 1986 roku w zespole AS Vita Club. W 1987 roku przeszedł do drużyny Africa Sports. Trzy razy zdobył z nią mistrzostwo Wybrzeża Kości Słoniowej (1987, 1988, 1989), a także raz Puchar Wybrzeża Kości Słoniowej (1989). W 1990 roku został zawodnikiem belgijskiego drugoligowca, Boom FC. W 1992 roku awansował z nim do pierwszej ligi. W 1993 roku, po spadku Boom do drugiej ligi, odszedł do pierwszoligowego RFC Seraing. W 1994 roku zajął z nim 3. miejsce w lidze.
W 1995 roku Lukaku przeszedł do innego pierwszoligowca, Germinalu Ekeren. W 1996 roku zajął z nim 3. miejsce w lidze. W tym samym roku Lukaku przeniósł się do tureckiego Gençlerbirliği SK. Spędził tam rok. W 1997 roku wrócił do Belgii, gdzie grał w pierwszoligowych drużynach KV Mechelen oraz KV Oostende, a także amatorskich Géants Athois, KFC Wintam oraz KGR Katelijne. W 2007 roku zakończył karierę.

## Kariera reprezentacyjna
W 1994 roku Lukaku został powołany do reprezentacji Zairu na Puchar Narodów Afryki. Zagrał na nim w meczach z Mali (1:0), Tunezją (1:1) i Nigerią (0:2), a Zair odpadł z turnieju w ćwierćfinale.
W 1996 roku Lukaku ponownie znalazł się w zespole na Puchar Narodów Afryki. Wystąpił na nim w spotkaniach z Gabonem (0:2) i Liberią (2:0, gol). Zair zaś ponownie zakończył turniej na ćwierćfinale.